# American Hockey League 1991-1992
La stagione 1991-1992 è stata la 56ª edizione della American Hockey League, la più importante lega minore nordamericana di hockey su ghiaccio. Per la prima volta dalla stagione 1977-78 vennero modificati i raggruppamenti con la creazione dell'Atlantic Division; ciò provocò anche una nuova formula e l'allargamento dei playoff. La stagione vide al via quindici formazioni e al termine dei playoff gli Adirondack Red Wings conquistarono la loro quarta Calder Cup sconfiggendo i St. John's Maple Leafs 4-3.

## Modifiche
- I Newmarket Saints si trasferirono a St. John's, nella provincia di Terranova e Labrador, prendendo il nome di St. John's Maple Leafs nella nuova Atlantic Division.
- Fredericton Canadiens, Cape Breton Oilers, Moncton Hawks e Halifax Citadels si trasferirono dalla North alla Atlantic Division.
- Gli Adirondack Red Wings e i Capital District Islanders si trasferirono dalla South alla North Division.

## Stagione regolare

### Classifiche
Atlantic Division
|  | Pos. | Squadra                | Pt | G  | V  | S  | N  | GF  | GS  | DR  |
|  | ---- | ---------------------- | -- | -- | -- | -- | -- | --- | --- | --- |
|  | 1.   | Fredericton Canadiens  | 96 | 80 | 43 | 27 | 10 | 314 | 254 | +60 |
|  | 2.   | St. John's Maple Leafs | 90 | 80 | 39 | 29 | 12 | 325 | 285 | +40 |
|  | 3.   | Cape Breton Oilers     | 82 | 80 | 36 | 34 | 10 | 336 | 330 | +6  |
|  | 4.   | Moncton Hawks          | 74 | 80 | 32 | 38 | 10 | 285 | 299 | -14 |
|  | 5.   | Halifax Citadels       | 67 | 80 | 25 | 38 | 17 | 280 | 324 | -44 |

North Division
|  | Pos. | Squadra              | Pt | G  | V  | S  | N  | GF  | GS  | DR  |
|  | ---- | -------------------- | -- | -- | -- | -- | -- | --- | --- | --- |
|  | 1.   | Springfield Indians  | 94 | 80 | 43 | 29 | 8  | 308 | 277 | +31 |
|  | 2.   | Adirondack R. Wings  | 84 | 80 | 40 | 36 | 4  | 335 | 309 | +26 |
|  | 3.   | New Haven Nighthawks | 82 | 80 | 39 | 37 | 4  | 305 | 309 | -4  |
|  | 4.   | C. D. Islanders      | 75 | 80 | 32 | 37 | 11 | 261 | 289 | -28 |
|  | 5.   | Maine Mariners       | 56 | 80 | 23 | 47 | 10 | 296 | 352 | -56 |

South Division
|  | Pos. | Squadra             | Pt | G  | V  | S  | N  | GF  | GS  | DR  |
|  | ---- | ------------------- | -- | -- | -- | -- | -- | --- | --- | --- |
|  | 1.   | Binghamton Rangers  | 91 | 80 | 41 | 30 | 9  | 318 | 277 | +41 |
|  | 2.   | Rochester Americans | 86 | 80 | 37 | 31 | 12 | 292 | 248 | +44 |
|  | 3.   | Hershey Bears       | 83 | 80 | 36 | 33 | 11 | 313 | 337 | -24 |
|  | 4.   | Utica Devils        | 74 | 80 | 34 | 40 | 6  | 268 | 313 | -45 |
|  | 5.   | Baltimore Skipjacks | 66 | 80 | 28 | 42 | 10 | 287 | 320 | -33 |

Legenda:

      Ammesse ai Playoff
Note:

Due punti a vittoria, un punto a pareggio, zero a sconfitta.

### Statistiche
Classifica marcatori
| Giocatore       | Squadra                | PG | Gol | Assist | Punti |
| --------------- | ---------------------- | -- | --- | ------ | ----- |
| Shaun Van Allen | Cape Breton Oilers     | 77 | 29  | 84     | 113   |
| Tim Tookey      | Hershey Bears          | 80 | 36  | 69     | 105   |
| Stan Drulia     | New Haven Nighthawks   | 77 | 49  | 53     | 102   |
| Peter Ciavaglia | Rochester Americans    | 77 | 37  | 61     | 98    |
| John Anderson   | New Haven Nighthawks   | 68 | 41  | 54     | 95    |
| Andrew McKim    | St. John's Maple Leafs | 79 | 43  | 50     | 93    |
| Greg Parks      | C. D. Islanders        | 70 | 36  | 57     | 93    |
| Dan Currie      | Cape Breton Oilers     | 66 | 50  | 42     | 92    |
| Simon Wheeldon  | Baltimore Skipjacks    | 78 | 38  | 53     | 91    |
| John Purves     | Baltimore Skipjacks    | 78 | 43  | 46     | 89    |
|                 |                        |    |     |        |       |

Classifica portieri
| Giocatore       | Squadra                | PG | MGS  |  |
| --------------- | ---------------------- | -- | ---- |  |
| Frédéric Chabot | Fredericton Canadiens  | 30 | 2.69 |  |
| Félix Potvin    | St. John's Maple Leafs | 35 | 2.93 |  |
| David Littman   | Rochester Americans    | 60 | 2.95 |  |
| André Racicot   | Fredericton Canadiens  | 28 | 3.10 |  |
| Boris Rousson   | Binghamton Rangers     | 38 | 3.26 |  |
| John Tanner     | Halifax Citadels       | 28 | 3.27 |  |
| Mario Gosselin  | Springfield Indians    | 47 | 3.27 |  |
| Mike O’Neill    | Moncton Hawks          | 32 | 3.41 |  |
| Mark Laforest   | Binghamton Rangers     | 43 | 3.42 |  |
| Scott King      | Adirondack R. Wings    | 33 | 3.53 |  |
|                 |                        |    |      |  |

## Playoff
|  | Semifinali Division | Semifinali Division        | Semifinali Division    |                        |    | Finali Division        | Finali Division | Finali Division |  |  | Semifinali | Semifinali | Semifinali |  |  | Calder Cup | Calder Cup | Calder Cup |  |
|  |                     |                            |                        |                        |    |                        |                 |                 |  |  |            |            |            |  |  |            |            |            |  |
|  | A1                  | Fredericton Canadiens      | 3                      |                        |    |                        |                 |                 |  |  |            |            |            |  |  |            |            |            |  |
|  | A1                  | Fredericton Canadiens      | 3                      |                        |    |                        |                 |                 |  |  |            |            |            |  |  |            |            |            |  |
|  | A4                  | Moncton Hawks              | 4                      |                        |    |                        |                 |                 |  |  |            |            |            |  |  |            |            |            |  |
|  | A4                  | Moncton Hawks              | 4                      |                        | A4 | Moncton Hawks          | 0               |                 |  |  |            |            |            |  |  |            |            |            |  |
|  |                     |                            |                        |                        | A4 | Moncton Hawks          | 0               |                 |  |  |            |            |            |  |  |            |            |            |  |
|  |                     |                            | A2                     | St. John's Maple Leafs | 4  |                        |                 |                 |  |  |            |            |            |  |  |            |            |            |  |
|  | A2                  | St. John's Maple Leafs     | A2                     | St. John's Maple Leafs | 4  | 4                      |                 |                 |  |  |            |            |            |  |  |            |            |            |  |
|  | A2                  | St. John's Maple Leafs     |                        |                        |    |                        |                 |                 |  |  |            |            |            |  |  |            |            |            |  |
|  | A3                  | Cape Breton Oilers         | 1                      |                        |    |                        |                 |                 |  |  |            |            |            |  |  |            |            |            |  |
|  | A3                  | Cape Breton Oilers         | 1                      |                        | A2 | St. John's Maple Leafs |                 |                 |  |  |            |            |            |  |  |            |            |            |  |
|  |                     |                            |                        |                        |    |                        |                 |                 |  |  |            |            |            |  |  |            |            |            |  |
|  |                     |                            |                        | Bye                    |    |                        |                 |                 |  |  |            |            |            |  |  |            |            |            |  |
|  |                     |                            |                        |                        |    |                        |                 |                 |  |  |            |            |            |  |  |            |            |            |  |
|  |                     |                            |                        |                        |    |                        |                 |                 |  |  |            |            |            |  |  |            |            |            |  |
|  |                     |                            |                        |                        |    |                        |                 |                 |  |  |            |            |            |  |  |            |            |            |  |
|  |                     |                            |                        |                        |    |                        |                 |                 |  |  |            |            |            |  |  |            |            |            |  |
|  |                     |                            |                        |                        |    |                        |                 |                 |  |  |            |            |            |  |  |            |            |            |  |
|  |                     |                            |                        |                        |    |                        |                 |                 |  |  |            |            |            |  |  |            |            |            |  |
|  |                     |                            |                        |                        |    |                        |                 |                 |  |  |            |            |            |  |  |            |            |            |  |
|  |                     |                            |                        |                        |    |                        |                 |                 |  |  |            |            |            |  |  |            |            |            |  |
|  |                     |                            |                        |                        |    |                        |                 |                 |  |  |            |            |            |  |  |            |            |            |  |
|  |                     | A2                         | St. John's Maple Leafs | 3                      |    |                        |                 |                 |  |  |            |            |            |  |  |            |            |            |  |
|  |                     |                            |                        |                        |    |                        |                 |                 |  |  |            |            |            |  |  |            |            |            |  |
|  |                     |                            | N2                     | Adirondack Red Wings   | 4  |                        |                 |                 |  |  |            |            |            |  |  |            |            |            |  |
|  | N1                  | Springfield Indians        | N2                     | Adirondack Red Wings   | 4  | 4                      |                 |                 |  |  |            |            |            |  |  |            |            |            |  |
|  | N1                  | Springfield Indians        |                        |                        |    |                        |                 |                 |  |  |            |            |            |  |  |            |            |            |  |
|  | N4                  | Capital District Islanders | 3                      |                        |    |                        |                 |                 |  |  |            |            |            |  |  |            |            |            |  |
|  | N4                  | Capital District Islanders | 3                      |                        | N1 | Springfield Indians    | 0               |                 |  |  |            |            |            |  |  |            |            |            |  |
|  |                     |                            |                        |                        | N1 | Springfield Indians    | 0               |                 |  |  |            |            |            |  |  |            |            |            |  |
|  |                     |                            | N2                     | Adirondack Red Wings   | 4  |                        |                 |                 |  |  |            |            |            |  |  |            |            |            |  |
|  | N2                  | Adirondack Red Wings       | N2                     | Adirondack Red Wings   | 4  | 4                      |                 |                 |  |  |            |            |            |  |  |            |            |            |  |
|  | N2                  | Adirondack Red Wings       |                        |                        |    |                        |                 |                 |  |  |            |            |            |  |  |            |            |            |  |
|  | N3                  | New Haven Nighthawks       | 1                      |                        |    |                        |                 |                 |  |  |            |            |            |  |  |            |            |            |  |
|  | N3                  | New Haven Nighthawks       | 1                      |                        | N2 | Adirondack Red Wings   | 2               |                 |  |  |            |            |            |  |  |            |            |            |  |
|  |                     |                            |                        |                        |    |                        |                 |                 |  |  |            |            |            |  |  |            |            |            |  |
|  |                     |                            | S2                     | Rochester Americans    | 1  |                        |                 |                 |  |  |            |            |            |  |  |            |            |            |  |
|  | S1                  | Binghamton Rangers         | S2                     | Rochester Americans    | 1  | 4                      |                 |                 |  |  |            |            |            |  |  |            |            |            |  |
|  | S1                  | Binghamton Rangers         |                        |                        |    |                        |                 |                 |  |  |            |            |            |  |  |            |            |            |  |
|  | S4                  | Utica Devils               | 0                      |                        |    |                        |                 |                 |  |  |            |            |            |  |  |            |            |            |  |
|  | S4                  | Utica Devils               | 0                      |                        | S1 | Binghamton Rangers     | 3               |                 |  |  |            |            |            |  |  |            |            |            |  |
|  |                     |                            |                        |                        | S1 | Binghamton Rangers     | 3               |                 |  |  |            |            |            |  |  |            |            |            |  |
|  |                     |                            | S2                     | Rochester Americans    | 4  |                        |                 |                 |  |  |            |            |            |  |  |            |            |            |  |
|  | S2                  | Rochester Americans        | S2                     | Rochester Americans    | 4  | 4                      |                 |                 |  |  |            |            |            |  |  |            |            |            |  |
|  | S2                  | Rochester Americans        |                        |                        |    |                        |                 |                 |  |  |            |            |            |  |  |            |            |            |  |
|  | S3                  | Hershey Bears              | 2                      |                        |    |                        |                 |                 |  |  |            |            |            |  |  |            |            |            |  |

- La migliore semifinalista ottiene un bye per l'accesso diretto alla finale di Calder Cup.

## Premi AHL
- Calder Cup: Adirondack Red Wings
- F. G. "Teddy" Oke Trophy: Springfield Indians
- John D. Chick Trophy: Binghamton Rangers
- Richard F. Canning Trophy: Adirondack Red Wings
- Robert W. Clarke Trophy: Rochester Americans
- Aldege "Baz" Bastien Memorial Award: Félix Potvin (St. John's Maple Leafs)
- Dudley "Red" Garrett Memorial Award: Félix Potvin (St. John's Maple Leafs)
- Eddie Shore Award: Greg Hawgood (Cape Breton Oilers)
- Fred T. Hunt Memorial Award: John Anderson (New Haven Nighthawks)
- Harry "Hap" Holmes Memorial Award: David Littman (Rochester Americans)
- Jack A. Butterfield Trophy: Allan Bester (Adirondack Red Wings)
- John B. Sollenberger Trophy: Shaun Van Allen (Cape Breton Oilers)
- Les Cunningham Award: John Anderson (New Haven Nighthawks)
- Louis A. R. Pieri Memorial Award: Doug Carpenter (New Haven Nighthawks)

### Vincitori
| Adirondack Red Wings | Portieri: Allan Bester, Scott King Difensori: Bobby Dollas, Guy Dupuis, Gord Kruppke, Chris Luongo, Stewart Malgunas, Dennis Vial, Bob Wilkie, Jason York Attaccanti: Micah Aivazoff, Bruce Boudreau, Jim Cummins, Kelly Hurd, Sheldon Kennedy, Martin Lapointe, Lonnie Loach, Max Middendorf, Marc Potvin, Keith Primeau, Ken Quinney, Gary Shuchuk, Mike Sillinger, Chris Tancill, Kirk Tomlinson Allenatore: Barry Melrose |

### AHL All-Star Team
First All-Star Team
- Attaccanti: John Anderson • Shaun Van Allen • Chris Tancill
- Difensori: Greg Hawgood • Shawn Evans
- Portiere: Félix Potvin

Second All-Star Team
- Attaccanti: Dan Currie • Tim Tookey • Stan Drulia
- Difensori: Joel Quenneville • Stéphane Richer
- Portiere: David Littman